# Distretto Sud (Stoccarda)
Il distretto Sud è un distretto di Stoccarda.